# Ambakireny
Ambakireny is een plaats en gemeente in Madagaskar gelegen in het district Tsaratanana van de regio Betsiboka. Er woonden bij de volkstelling in 2001 ongeveer 13.000 mensen.
In de plaats is basisonderwijs en voortgezet onderwijs voor jonge kinderen beschikbaar. 54% van de bevolking is landbouwer en 44% is werkzaam in de veeteelt. Het belangrijkste gewas is rijst, maar er wordt ook pinda's en suikerriet verbouwd. 1% van de bevolking is werkzaam in de dienstensector en de overige 1% voorziet in zijn levensbehoefte door te werken in de industriesector.